# Peta (Arta)
Peta  este un oraș în Grecia în prefectura Arta.